# Sorey Béné
Sorey Béné (auch: Sorey Haut, Sorey Sékou Kouara) ist ein Dorf in der Landgemeinde Liboré in Niger.

## Geographie
Das von einem traditionellen Ortsvorsteher (chef traditionnel) geleitete Dorf befindet sich rund sechs Kilometer nordöstlich des Hauptorts Liboré der gleichnamigen Landgemeinde, die zum Departement Kollo in der Region Tillabéri gehört. Westlich von Sorey Béné („oberes Sorey“), auf der anderen Seite des Trockentals Kori de Ouallam, liegt die Siedlung Sorey Ganda („unteres Sorey“).
Sorey Béné ist Teil der Übergangszone zwischen Sahel und Sudan. Die durchschnittliche jährliche Niederschlagsmenge beträgt hier zwischen 500 und 600 mm. Zwischen Sorey Béné und dem Dorf Guéssélbodi Dabaga im Osten erstreckt sich das 5100 Hektar große Waldschutzgebiet Forêt classée de Guéssélbodi.

## Geschichte
Bei einer Untersuchung im Jahr 1983 waren in den Siedlungen Sorey Béné, Galbal, Gonzaré Béri und Kogorou 46 Prozent von 127 Kindern im Alter von 10 bis 14 Jahren an Schistosomiasis erkrankt. In allen Altersgruppen betrug die Infektionsrate 23 Prozent bei 966 untersuchten Personen.

## Bevölkerung
Bei der Volkszählung 2012 hatte Sorey Béné 839 Einwohner, die in 119 Haushalten lebten. Bei der Volkszählung 2001 betrug die Einwohnerzahl 980 in 123 Haushalten.

## Wirtschaft und Infrastruktur
Es gibt eine Grundschule im Dorf. Durch Sorey Béné verläuft die asphaltierte Nationalstraße 1, die mit 1601,7 Kilometern längste Fernstraße Nigers.